# Gare de Moreillon
La gare de Moreillon est une gare ferroviaire de la ligne Lausanne – Berne. Elle est située au lieu-dit Moreillon, sur le territoire de la commune de Puidoux, dans le canton de Vaud en Suisse.
Elle est desservie par des trains du Réseau express régional vaudois des Chemins de fer fédéraux suisses (CFF).

## Situation ferroviaire
Établie à 657 mètres d'altitude, la gare de Moreillon est située au point kilométrique 14,62 de la ligne Lausanne – Berne entre les gares de Puidoux (en direction de Lausanne) et de Palézieux (en direction de Berne).
Elle est dotée de deux voies encadrées par deux quais.

## Histoire
L'idée de construire une halte pour desservir le nord de la commune de Puidoux remonte à 1892. Après trois refus des autorités, une station est finalement construite. Le 15 mai 1929, les premiers trains s'arrêtent à Moreillon. La direction des Chemins de fer fédéraux suisses (CFF), poursuivant sa politique de suppression des passages à niveau, fait démolir la maison du garde-barrière et établir, en 1973, un passage sous les voies.
À la suite d'une perte de maîtrise de son véhicule, un conducteur a fini sa course sur le quai de la halte le 28 octobre 2018. Celui-ci a été légèrement blessé et hospitalisé. Le trafic ferroviaire a été perturbé le temps de l'évacuation du véhicule.

## Service des voyageurs

### Accueil
Gare des CFF, elle est dotée d'un abri sur chaque quai dans lequel est situé pour chacun des deux un distributeur automatique de titres de transport.
La gare n'est pas accessible aux personnes à mobilité réduite.

### Desserte
La gare fait partie du réseau réseau express régional vaudois, assurant des liaisons rapides à fréquence élevée dans l'ensemble du canton de Vaud. Elle est desservie chaque heure par la ligne S6 et ponctuellement par la ligne S5 qui relient toutes deux Allaman à Palézieux. Certaines relations de la ligne S6 sont prolongés plusieurs fois par jour du lundi au vendredi jusqu'à Romont tandis que la desserte des deux lignes varie suivant les tronçons,.

### Intermodalité
La gare n'est en correspondance avec aucune autre ligne de transports en commun.